# Liste der Totalverluste der Boeing 747
Die Liste der Totalverluste der Boeing 747 erfasst Totalschäden von Maschinen der verschiedenen Serien der Boeing 747.
Insgesamt wurden von Beginn des kommerziellen Einsatzes im Januar 1970 bis August 2020 64 Boeing 747 als irreparabel beschädigt („damaged beyond repair“) eingestuft und damit als Totalschaden abgeschrieben. Im Einzelnen waren dies:
- 13 Maschinen des Typs 747-100
- 3 Maschinen des Typs 747SP
- 29 Maschinen des Typs 747-200
- 7 Maschinen des Typs 747-300
- 12 Maschinen des Typs 747-400.

Bei diesen Ereignissen kamen insgesamt 3846 Menschen ums Leben, davon allein 583 Personen bei der Flugzeugkatastrophe von Teneriffa im März 1977, bei der zwei 747 am Boden kollidierten. Bei 35 der 63 Vorfälle waren dagegen keine Todesfälle zu beklagen. Die 747-100 bis -300 weisen eine Verlustrate von 2,85 Maschinen bezogen auf eine Million Flüge auf; bei der 747-400 liegt die Zahl bei 0,86 Totalverlusten pro einer Million Flüge.
In der folgenden Tabelle sind alle in Totalverlusten resultierenden Vorfälle aufgelistet.
| Datum      | Fluggesellschaft                | Flugzeugtyp   | Kennzeichen | Todesopfer *     | Ursache |
| ---------- | ------------------------------- | ------------- | ----------- | ---------------- | --- |
| 06.09.1970 | Pan Am                          | 747-121       | N752PA      | 0 von 0          | Terroranschlag – entführt auf dem Weg von Amsterdam nach New York. Die geräumte Maschine wurde von den Entführern am Flughafen Kairo-International (Ägypten) gesprengt. |
| 23.07.1973 | Japan Air Lines                 | 747-246B      | JA8109      | 0 von 0          | Terroranschlag – entführt auf dem Flug von Amsterdam nach Anchorage. Die Maschine wurde von Entführern in Bengasi gesprengt, nachdem alle Insassen die Maschine verlassen hatten. |
| 20.11.1974 | Lufthansa                       | 747-130       | D-ABYB      | 59 von 157       | Fehlerhafte Konfiguration des Flugzeuges beim Start in Nairobi (falsche Startauftriebshilfen-Stellung), siehe: Lufthansa-Flug 540. |
| 12.06.1975 | Air France                      | 747-128       | N28888      | 0 von 394        | Fahrwerksbrand beim Start in Bombay. Die Maschine brannte anschließend aus. |
| 09.05.1976 | Iranische Luftwaffe             | 747-131SF     | 5-8104      | 17 von 17        | Blitzschlag führte zur Explosion eines Kraftstofftanks, siehe: Imperial-Iranian-Air-Force-Flug 48. |
| 27.03.1977 | KLM Royal Dutch Airlines        | 747-206B      | PH-BUF      | 248 von 248      | Kollision zweier Maschinen auf der Startbahn bei schlechter Sicht, schwerster Unfall der zivilen Luftfahrt ohne terroristische Beteiligung, siehe: Flugzeugkatastrophe von Teneriffa. |
| 27.03.1977 | Pan Am                          | 747-121       | N736PA      | 335 von 396      | Kollision zweier Maschinen auf der Startbahn bei schlechter Sicht, schwerster Unfall der zivilen Luftfahrt ohne terroristische Beteiligung, siehe: Flugzeugkatastrophe von Teneriffa. |
| 01.01.1978 | Air India                       | 747-237       | VT-EBD      | 213 von 213      | Nach einem Versagen des Fluglagenindikators stürzte die Maschine nahe Bombay ins Arabische Meer, siehe: Air-India-Flug 855. |
| 19.11.1980 | Korean Air                      | 747-2B5B      | HL7445      | 14 von 212       | Bei schlechter Sicht setzte die Maschine bei der Landung in Seoul auf einer steilen Böschung vor dem Beginn der Landebahn auf, siehe: Korean-Air-Lines-Flug 015. |
| 04.08.1983 | Pan Am                          | 747-121       | N738PA      | 0 von 243        | Bei der Landung in Karatschi schoss das Flugzeug über die Landebahn hinaus. |
| 01.09.1983 | Korean Air                      | 747-230B      | HL7442      | 269 von 269      | Abschuss durch sowjetische Abfangjäger nahe Sachalin, siehe: Korean-Air-Lines-Flug 007. |
| 27.11.1983 | Avianca                         | 747-283B      | HK-2910X    | 181 von 192      | Controlled flight into terrain, nahe Madrid unterschritten die Piloten absichtlich die Mindestflughöhe und wichen dabei vom vorgeschriebenen Flugweg ab, siehe: Avianca-Flug 011. |
| 16.03.1985 | UTA                             | 747-3B3       | F-GDUA      | 0 von 0          | Bei Reinigungsarbeiten in Paris brach ein Kabinenbrand aus. |
| 23.06.1985 | Air India                       | 747-237B      | VT-EFO      | 329 von 329      | Terroranschlag – Explosion eines Sprengsatzes im Frachtraum. Die Maschine stürzte in den Atlantik, siehe: Air-India-Flug 182. |
| 12.08.1985 | Japan Air Lines                 | 747-146SR     | JA8119      | 520 von 524      | Wartungsfehler – fehlerhafte Reparatur des hinteren Druckschotts – schwerster Unfall der zivilen Luftfahrt mit einem einzelnen Flugzeug, siehe: Japan-Air-Lines-Flug 123. |
| 02.12.1985 | Air France                      | 747-228B      | F-GCBC      | 0 von 282        | Bei der Landung in Rio de Janeiro geriet das Flugzeug von der Landebahn ab und kollidierte mit einer Betonkante. |
| 28.11.1987 | South African Airways           | 747-244B      | ZS-SAS      | 159 von 159      | Auf dem Flug von Taipeh nach Mauritius brach aus ungeklärten Gründen im Frachtbereich des Hauptdecks ein Feuer aus, siehe: South-African-Airways-Flug 295. |
| 21.12.1988 | Pan Am                          | 747-121       | N739PA      | 259 von 259 + 11 | Terroranschlag – die Explosion eines Sprengsatzes im Frachtraum führte zum Absturz über Lockerbie, siehe: Pan-Am-Flug 103. |
| 19.02.1989 | Flying Tiger Line               | 747-249F      | N807FT      | 4 von 4          | Der Fluglotse gab eine nicht standardgemäße Anweisung, die von den Piloten nicht überprüft wurde, so dass die Besatzung den Landeanflug auf Kuala Lumpur zu tief ausführte und gegen einen Hügel flog, siehe: Flying-Tiger-Line-Flug 66. |
| 07.05.1990 | Air India                       | 747-237B      | VT-EBO      | 0 von 215        | Wartungsfehler – eine fehlerhafte Reparatur führte zum Abknicken des linken äußeren Triebwerks während der Landung in Neu-Delhi. |
| 18.02.1991 | British Airways                 | 747-136       | G-AWND      | 0 von 0          | Kriegshandlungen – das Flugzeug wurde in Kuwait am Boden zerstört. siehe: British-Airways-Flug 149. |
| 29.12.1991 | China Airlines                  | 747-2R7F      | B-198       | 5 von 5          | Nach dem Start in Taipeh löste sich durch Materialermüdung das Triebwerk Nr. 3 und riss das Triebwerk Nr. 4 mit aus der Aufhängung, siehe: China-Airlines-Flug 358. |
| 04.10.1992 | El Al Cargo                     | 747-258F      | 4X-AXG      | 4 von 4 + 39     | Durch Materialermüdung löste sich Triebwerk Nr. 3 und riss Triebwerk Nr. 4 mit aus der Aufhängung. Die Maschine stürzte in ein Amsterdamer Wohngebiet, siehe: El-Al-Flug 1862. |
| 04.11.1993 | China Airlines                  | 747-409       | B-165       | 0 von 396        | Nach schweren Regenfällen schoss die Maschine über die Landebahn in Hongkong hinaus. |
| 20.12.1995 | Tower Air                       | 747-136       | N605FF      | 0 von 468        | Beim Start in New York kam die Maschine von der schneebedeckten Startbahn ab. |
| 17.07.1996 | Trans World Airlines            | 747-131       | N93119      | 230 von 230      | Explosion des Haupttanks nach dem Start in New York, siehe: Trans-World-Airlines-Flug 800. |
| 12.11.1996 | Saudi Arabian Airlines          | 747-168B      | HZ-AIH      | 312 von 312 + 37 | Kollision über Indien mit einer Iljuschin Il-76 der Air Kazakhstan, die sich auf falscher Flughöhe befand, siehe: Saudi-Arabian-Airlines-Flug 763. |
| 06.08.1997 | Korean Air                      | 747-3B5       | HL7468      | 228 von 254      | Im nächtlichen Landeanflug auf Guam verlor die Besatzung die Orientierung, siehe: Korean-Air-Flug 801. |
| 28.12.1997 | United Airlines                 | 747-122       | N4723U      | 1 von 393        | Beim Durchfliegen einer Clear Air Turbulence über dem Pazifik wurden 19 Insassen verletzt, eine Person verstarb nach der Landung in Tokio. Das Flugzeug wurde anschließend ausgemustert, siehe: United-Airlines-Flug 826. |
| 05.08.1998 | Korean Air                      | 747-4B5       | HL7496      | 0 von 395        | Nach der Landung in Seoul konnte die Schubumkehr des äußeren linken Triebwerks (Nr. 1) nicht aktiviert werden. Aufgrund der asymmetrischen Schubverteilung und des starken Seitenwinds kam das Flugzeug seitlich von der Landebahn ab und rutschte über einen Entwässerungsgraben.                                                                                            |
| 05.10.1998 | Linhas Aéreas de Moçambique     | 747SP-44      | ZS-SPF      | 0 von 66         | Nach dem Start in Maputo trat ein Schaden im inneren rechten Triebwerk (Nr. 3) auf. Trümmerteile beschädigten dabei auch das äußere rechte Triebwerk (Nr. 4) und durchschlugen die rechte Tragfläche, wodurch Feuer ausbrach. Die Besatzung konnte das Flugzeug, das im Wet-Lease durch South African Airways betrieben wurde, notlanden. Es wurde als Totalverlust verbucht. |
| 05.03.1999 | Air France                      | 747-2B3F      | F-GPAN      | 0 von 5          | Defekt am Fahrwerk; das Flugzeug landete auf dem Flughafen Chennai mit nicht ausgefahrenem Bugfahrwerk und brannte aus. |
| 22.12.1999 | Korean Air                      | 747-2B5F      | HL7451      | 4 von 4          | Der fehlerhafte Fluglagenindikator und die falsche Reaktion der Crew führten zum Absturz nahe dem Flughafen Stansted, siehe: Korean-Air-Cargo-Flug 8509. |
| 31.10.2000 | Singapore Airlines              | 747-412       | 9V-SPK      | 83 von 179       | Kollision mit Baumaschinen infolge Benutzung der falschen Startbahn in Taipeh, siehe: Singapore-Airlines-Flug 006. |
| 05.11.2000 | Cameroon Airlines               | 747-2H7B      | TJ-CAB      | 0 von 189        | Das Flugzeug kam bei der Landung aufgrund des an einem Triebwerk nicht aktivierten Umkehrschubs in Paris von der Landebahn ab. |
| 23.08.2001 | Saudi Arabian Airlines          | 747-368       | HZ-AIO      | 0 von 6          | Ein Mechaniker verlor beim Rollen die Kontrolle über Bremsen und Fahrwerksteuerung, das Flugzeug rollte in Kuala Lumpur in einen Graben. |
| 27.11.2001 | MK Airlines                     | 747-246F      | 9G-MKI      | 1 von 13         | Nicht standardgemäßer Landeanflug und mangelnde Koordination der Cockpitbesatzung, Flugzeug stürzte 700 Meter vor der Landebahnschwelle in Port Harcourt ab. |
| 25.05.2002 | China Airlines                  | 747-209B      | B-18255     | 225 von 225      | Wartungsfehler (Materialermüdung) – nach einer fehlerhaften Reparatur der Rumpfhülle riss das Heck während des Flugs über der Formosastraße ab, siehe: China-Airlines-Flug 611. |
| 28.11.2003 | Hydro Air Cargo                 | 747-258C      | ZS-OOS      | 0 von 4          | Aufgrund einer falschen Anweisung landete die Maschine in Lagos auf einer Bahn, die gerade ausgebessert wurde. |
| 14.10.2004 | MK Airlines                     | 747-244B (SF) | 9G-MKJ      | 7 von 7          | Fehlerhafte Berechnung des erforderlichen Schubs durch die Crew führte zu einem Startunfall in Halifax. |
| 07.11.2004 | Lufthansa Cargo                 | 747-230F      | TF-ARR      | 0 von 3          | Bei einem zu späten Startabbruch in Sharjah schoss das von der Air Atlanta Icelandic geleaste Flugzeug über das Bahnende hinaus. |
| 24.01.2005 | Atlas Air                       | 747-212B (SF) | N808MC      | 0 von 3          | Bei schlechtem Wetter überrollte die Maschine das Bahnende in Düsseldorf. |
| 19.08.2005 | Northwest Airlines              | 747-251B      | N627US      | 0 von 334        | Zur Landung auf Guam ließ sich das Bugfahrwerk nicht ausfahren. |
| 07.06.2006 | Tradewinds Airlines             | 747-2U3B (SF) | N922FT      | 0 von 5          | Bei einem zu späten Startabbruch in Medellín schoss die Maschine über die Startbahn hinaus. |
| 02.02.2008 | Atlas Air                       | 747-2D7B      | N527MC      | 0 von ?          | Beim Start in Lomé löste sich Ladung und beschädigte das Flugzeug so schwer, dass es abgeschrieben wurde. |
| 25.03.2008 | Air Atlanta Icelandic           | 747-357       | TF-ARS      | 0 von 326        | Nach der Landung in Dhaka fing ein Triebwerkspylon Feuer. |
| 25.05.2008 | Kalitta Air                     | 747-209F/SCD  | N704CK      | 0 von 5          | Bei einem zu späten Startabbruch in Brüssel schoss die Maschine über die Startbahn hinaus und zerbrach in drei Teile. |
| 07.07.2008 | Kalitta Air                     | 747-209B (SF) | N714CK      | 0 von 8 + 2      | Kurz nach dem Start in Bogotá geriet ein Triebwerk in Brand. Die Maschine stürzte auf ein Haus. |
| 03.08.2008 | All Nippon Airways              | 747-481D      | JA8955      | 0 von 0          | Bei Reinigungsarbeiten in Bangkok geriet ein leicht entzündliches Reinigungsmittel in Brand. Die Löschmittel beschädigten das Flugzeug so stark, dass es nicht reparabel war. |
| 27.10.2008 | Cargo B Airlines                | 747-228F      | OO-CBA      | 0 von 6          | Beim Start in Brüssel schlug das Heck auf die Landebahn auf. Aufgrund der Schadenshöhe wurde das Flugzeug nicht repariert. |
| 04.09.2009 | Air India                       | 747-437       | VT-ESM      | 0 von 229        | Durch ein Treibstoffleck brach vor Abflug aus Mumbai ein Feuer an der linken Tragfläche aus. Aufgrund der Schadenshöhe wurde das Flugzeug nicht repariert. |
| 17.07.2010 | Saudi Arabian Airlines          | 747-306M      | HS-VAC      | 0 von 22         | Die von Phuket Airlines geleaste Maschine wurde durch einen Triebwerksschaden beim Start in Kairo schwer beschädigt, bei welchem die Triebwerksverkleidung durchschlagen wurde. Aufgrund der Schadenshöhe wurde sie nicht repariert. |
| 03.09.2010 | UPS Airlines                    | 747-44AF/SCD  | N571UP      | 2 von 2          | Nach Ausbruch eines Feuers im Frachtraum verunglückte die Maschine beim Versuch einer Notlandung in Dubai, siehe: UPS-Airlines-Flug 6. |
| 16.02.2011 | Saudi Arabian Airlines          | 747-368       | HZ-AIS      | 0 von 277        | Die Maschine kam nach der Landung in Medina vom Rollweg ab. Sie wurde am Rumpf sowie an zwei Triebwerken beschädigt und als Totalverlust verbucht. |
| 28.07.2011 | Asiana Airlines                 | 747-400F      | HL7604      | 2 von 2          | Die Maschine stürzte aufgrund eines Feuers im Frachtraum nahe Jeju-si ins Meer, siehe: Asiana-Airlines-Flug 991. |
| 29.04.2013 | National Air Cargo              | 747-400F      | N949CA      | 7 von 7          | Strömungsabriss und Absturz kurz nach dem Start auf der Bagram Air Base, weil die unzureichend gesicherte Ladung verrutschte, siehe: National-Airlines-Flug 102. |
| 04.12.2013 | Saudi Arabian Airlines          | 747-281BSF    | EK74798     | 0 von 6          | Bei der Landung in Abuja überrollte die von der armenischen Veteran Avia geleaste Maschine das Bahnende und wurde an der linken Tragfläche beschädigt. Aufgrund der Schadenshöhe wurde sie nicht repariert. |
| 22.12.2013 | British Airways                 | 747-436       | G-BNLL      | 0 von 202        | Beim Rollen zum Start in Johannesburg kollidierte die rechte Tragfläche mit einem Gebäude. Aufgrund der Schadenshöhe wurde das Flugzeug nicht repariert. |
| 08.06.2014 | Pakistan International Airlines | 747-367       | AP-BFV      | 0 von 0          | Bei einem Angriff auf den Karachi/Jinnah International Airport wurde die abgestellte Maschine beschädigt und aufgrund ihres Alters von über 27 Jahren für nicht mehr reparaturwürdig befunden. |
| 19.03.2015 | Republik Jemen                  | 747SP-27      | 7O-YMN      | 0 von 0          | Die als Regierungsflugzeug genutzte Maschine wurde bei einem Feuergefecht in Aden irreparabel beschädigt. |
| 17.06.2015 | Delta Air Lines                 | 747-451       | N664US      | 0 von 388        | Die Maschine wurde beim Flug über China durch Hagelschlag so stark beschädigt, dass keine Reparatur erfolgte. |
| 16.01.2017 | ACT Airlines                    | 747-412F      | TC-MCL      | 4 von 4 + 35     | Im Landeanflug auf den Flughafen Manas bei Bischkek stürzte die Maschine in dichtem Nebel beim Durchstarten in ein Dorf, siehe: Turkish-Airlines-Flug 6491. |
| 07.11.2018 | Sky Lease Cargo                 | 747-412F      | N908AR      | 0 von 4          | Die Maschine überschoss auf dem Halifax Stanfield International Airport die Landebahn und wurde irreparabel beschädigt. |
| 27.08.2020 | Las Vegas Sands                 | 747SP-21      | VQ-BMS      | 0 von 0          | Die auf dem Chennault International Airport Lake Charles abgestellte Maschine wurde durch einen Hurrikan schwer beschädigt. |

* „+“ = Opfer am Boden bzw. in am Unfall beteiligter anderer Maschine